# Pomniki przyrody w powiecie świebodzińskim
W skład powiatu wchodzą:
- gminy miejsko-wiejskie: Świebodzin, Zbąszynek
- gminy wiejskie: Lubrza, Łagów, Skąpe, Szczaniec
- miasta: Świebodzin, Zbąszynek

Na terenie powiatu znajduje się:
- Łagowski Park Krajobrazowy
- Gryżyński Park Krajobrazowy
- 11 rezerwatów przyrody
- zarejestrowanych jest ponad 100 pomników przyrody

| Zdjęcie | Nazwa                                              | Gmina      | Obręb ewid.               | Działka        | Obwód                 | Wysokość          | Opis formy ochrony | Akt prawny                                               |
| -       | Bluszcz pospolity (Hedera helix)                   | Szczaniec  | Grodziszcze               | dz. nr 326/5   | -                     | -                 | własność: Skarb Państwa w zarządzie N-ctwa Świebodzin, obr. leśny Świebodzin, L-ctwo Myszęcin, oddz. 326 g.                                                                | Rozp. nr 48 Woj. Lub. z 19 maja 2006 r.                  |
| -       | Buk zwyczajny (Fagus silvatica)                    | Lubrza     | Przełazy                  | dz. nr 207/1   | 400 cm                | 23 m              | własność: Skarb Państwa w zarządzie N-ctwa Świebodzin, L-ctwo Bucze, oddz. 338 d.                                                                                          | Rozp. nr 38 Woj. Lub. z 19 maja 2006 r.                  |
| -       | Buk zwyczajny (Fagus silvatica)                    | Lubrza     | Przełazy                  | dz. nr 208     | 540 cm                | 25 m              | własność: Skarb Państwa w zarządzie N-ctwa Świebodzin, L-ctwo Bucze, oddz. 339 c                                                                                           | Rozp. nr 48 Woj. Lub. z 19 maja 2006 r.                  |
| -       | Buk zwyczajny (Fagus silvatica)                    | Łagów      | Sieniawa                  | dz. nr 54/1    | 305 cm                | 32 m              | własność: Skarb Państwa w zarządzie N-ctwa Świebodzin, L-ctwo Długoszyn, oddz. 54 f.                                                                                       | Rozp. nr 48 Woj. Lub. z 19 maja 2006 r.                  |
| -       | Dąb szypułkowy (Quercus robur)                     | Lubrza     | obr. ewid. Zagaje         | dz. nr 45/1    | 560 cm                | 22 m              | własność: Skarb Państwa w zarządzie N-ctwa Świebodzin, L-ctwo Staropole, oddz. 45 a.                                                                                       | Rozp. nr 51 Woj. Lub. z 19 maja 2006 r.                  |
| thumbs  | Dąb szypułkowy (Quercus robur)                     | Lubrza     | obr. ewid. Lubrza         | dz. nr 117/1   | 470 cm                | 25 m              | własność: Skarb Państwa w zarządzie N-ctwa Świebodzin, L-ctwo Lubrza, oddz. 117 a.                                                                                         | Rozp. nr 51 Woj. Lub. z 19 maja 2006 r.                  |
| -       | Dąb szypułkowy (Quercus robur)                     | Lubrza     | obr. ewid. Mostki         | dz. nr 205/1   | 750 cm                | 22 m              | własność: Skarb Państwa w zarządzie N-ctwa Świebodzin, L-ctwo Bucze, oddz. 336 f.                                                                                          | Rozp. nr 51 Woj. Lub. z 19 maja 2006 r.                  |
| -       | Dąb szypułkowy (Quercus robur)                     | Lubrza     | obr. ewid. Bucze          | dz. nr 105/1   | 450 cm                | 22 m              | własność: Skarb Państwa w zarządzie N-ctwa Świebodzin, obr. leśny agów, L-ctwo Bucze, oddz. 105 a                                                                          | Rozp. nr 42 Woj. Lub. z 19 maja 2006 r.                  |
| thumbs  | Dąb szypułkowy (Quercus robur)                     | Lubrza     | obr. ewid. Zagaje         | dz. nr 88/2    | 675 cm                | 21 m              | rośnie na gruntach osoby fizycznej | Rozp. nr 29 Woj. Lub. z 19 maja 2006 r.                  |
| -       | Dąb szypułkowy (Quercus robur)                     | Lubrza     | obr. ewid. Zagaje         | -              | 580 cm                | 25 m              | rośnie przy drodze powiatowej nr 49326 ok. 0,5 km od wsi Zagaje | Rozp. nr 29 Woj. Lub. z 19 maja 2006 r.                  |
| -       | Dąb szypułkowy (Quercus robur)                     | Lubrza     | obr. ewid. Boryszyn       | dz. nr 145     | 420 cm                | 20 m              | własność: Gmina Lubrza – rośnie na podwórzu Szkoły Podstawowej w Boryszynie                                                                                                | Rozp. nr 32 Woj. Lub. z 19 maja 2006 r.                  |
| -       | Dąb szypułkowy (Quercus robur)                     | Łagów      | obr. ewid. Łagów          | dz. nr 130/5   | 435 cm                | 25 m              | własność: Gmina Łagów – rośnie na terenie parku przy zamku. | Rozp. nr 31 Woj. Lub. z 19 maja 2006 r.                  |
| thumbs  | Dąb Piotrowy (Quercus robur)                       | Łagów      | obr. ewid. Toporów        | dz. nr 267/4   | 870 cm                | 20 m              | własność: Parafia Rzymsko-Katolicka w Toporowie – rośnie przy kościele w Toporowie                                                                                         | Rozp. nr 29 Woj. Lub. z 19 maja 2006 r.                  |
| thumbs  | Dąb szypułkowy (Quercus robur)                     | Łagów      | obr. ewid. Toporów        | dz. nr 267/4   | 610 cm                | 20 m              | własność: Parafia Rzymsko-Katolicka w Toporowie – rośnie przy kościele w Toporowie                                                                                         | Rozp. nr 29 Woj. Lub. z 19 maja 2006 r.                  |
| thumbs  | Dąb szypułkowy (Quercus robur)                     | Łagów      | obr. ewid. Kłodnica       | -              | 645 cm                | 25 m              | rośnie przy ul. Wiejskiej nad stawem | Rozp. nr 29 Woj. Lub. z 19 maja 2006 r.                  |
| -       | Dąb szypułkowy (Quercus robur)                     | Skąpe      | obr. ewid. Skąpe          | dz. nr 376     | 510 cm                | 25 m              | rośnie w m. Skąpe przy transformatorze. | Rozp. nr 40 Woj. Lub. z 19 maja 2006 r.                  |
| -       | Dąb szypułkowy (Quercus robur)                     | Szczaniec  | obr. ewid. Dąbrówka Mała  | dz. nr 10/1    | 500 cm                | 22 m              | własność: Skarb Państwa w zarządzie N-ctwa Babimost, obr. leśny Szczaniec, Leśnictwo Smardzewo, oddz. 10 i.                                                                | Rozp. nr 29 Woj. Lub. z 19 maja 2006 r.                  |
| -       | Dąb szypułkowy (Quercus robur)                     | Świebodzin | obr. ewid. Rzeczyca       | dz. nr 183     | 420 cm                | 20 m              | własność: Parafia rzymskokatolicka w Szczańcu – rośnie przy posesji nr 17, ok. 50 m od kościoła w Rzeczycy                                                                 | Rozp. nr 48 Woj. Lub. z 19 maja 2006 r.                  |
| -       | 2 x Dąb szypułkowy (Quercus robur)                 | Świebodzin | obr. ewid. Jordanowo      | dz. nr 334/1   | 350 do 585 cm         | 17 do 22 m        | własność: Parafia Rzymsko-Katolicka w Jordanowie – rosną koło kościoła w Jordanowie                                                                                        | Rozp. nr 29 Woj. Lub. z 19 maja 2006 r.                  |
| -       | Dąb szypułkowy (Quercus robur)                     | Zbąszynek  | obr. ewid. Dąbrówka Wlkp. | dz. nr 327/1   | 410 cm                | 22 m              | własność: Skarb Państwa w zarządzie N-ctwa Trzciel, obr. leśny Trzciel, L-ctwo Czarny Dwór, oddz. 327 c.                                                                   | Rozp. nr 33 Woj. Lub. z 19 maja 2006 r.                  |
| -       | 3x Dąb szypułkowy (Quercus robur)                  | Zbąszynek  | obr. ewid. Dąbrówka Wlkp. | dz. nr 193     | 350cm, 350cm i 380 cm | 30 m, 30 m i 25 m | własność: Gmina Zbąszynek – rosną w parku, w Dąbrówce Wlkp. za pałacem po prawej stronie, przy alejce ok. 100 m od pałacu oraz na polanie.                                 | Rozp. nr 39 Woj. Lub. z 19 maja 2006 r.                  |
| -       | 3x Dąb szypułkowy (Quercus robur)                  | Zbąszynek  | obr. ewid. Kręcko         | dz. nr 9/1     | 460cm, 450cm i 350 cm | od 25 do 30 m     | własność: Skarb Państwa w zarządzie N-ctwa Babimost, obr. leśny Kargowa, L-ctwo Laski, oddz. 9f                                                                            | Rozp. nr 39 Woj. Lub. z 19 maja 2006 r.                  |
| -       | Dąb szypułkowy (Quercus robur)                     | Zbąszynek  | obr. ewid. Dąbrówka Wlkp. | dz. nr 4/2     | 420cm                 | 25 m              | własność: Skarb Państwa w zarządzie N-ctwa Babimost, obr. leśny Dąbrówka, L-ctwo Dąbrówka, oddz. 4 d                                                                       | Rozp. nr 42 Woj. Lub. z 19 maja 2006 r.                  |
| -       | Głaz narzutowy                                     | Lubrza     | obr. ewid. Zagórze        | dz. nr 130/1 L | 580 cm                | -                 | własność: Skarb Państwa w zarządzie N-ctwa Świebodzin, obr. leśny Łagów, l-ctwo Bucze, oddz. 130 d                                                                         | Rozp. nr 42 Woj. Lub. z 19 maja 2006 r.                  |
| -       | Głaz narzutowy                                     | Szczaniec  | obr. ewid. Smardzewo      | -              | 680 cm                | 140 cm            | Umiejscowiony na gruntach Skarbu Państwa w zarządzie N-ctwa Babimost, L-ctwo Buków, oddz. 154 i w lesie na skraju linii oddziałowej, 1 km od drogi Smardzewo-Sulechów.     | Rozp. nr 14 i 47 Woj. Lub. z 28 lutego i 19 maja 2006 r. |
| -       | Głaz narzutowy                                     | Szczaniec  | obr. ewid. Smardzewo      | dz. nr 154/1   | 580 cm                | 140 cm            | własność: Skarb Państwa w zarządzie N-ctwa Babimost, L-ctwo Buków, oddz. 154 i, umiejscowiony w lesie na skraju linii oddziałowej, 1 km od drogi Smardzewo-Sulechów        | Rozp. nr 46 Woj. Lub. z 19 maja 2006 r.                  |
| -       | Klon jawor (Acer pseudoplatanus)                   | Skąpe      | obr. ewid. Pałck          | dz. nr 55/6    | 305 cm                | 25 m              | własność: Skarb Państwa w zarządzie N-ctwa Sulechów, obr. leśny Sulechów, L-ctwo Mazów, oddz. 55 o. – rośnie na skraju lasu w pobliżu toru kolejowego Sulechów-Świebodzin. | Rozp. nr 33 Woj. Lub. z 19 maja 2006 r.                  |
| -       | Klon zwyczajny (Acer platanoides)                  | Łagów      | obr. ewid. Łagów          | dz. nr 130/5   | 290 cm                | 22 m              | własność: Gmina Łagów – rośnie na terenie parku przy zamku. | Rozp. nr 31 Woj. Lub. z 19 maja 2006 r.                  |
| -       | Lipa drobnolistna (Tilia cordata)                  | Łagów      | obr. ewid. Łagów          | dz. nr 130/5   | 300 cm                | 20 m              | własność: Gmina Łagów – rośnie na terenie parku przy zamku. | Rozp. nr 31 Woj. Lub. z 19 maja 2006 r.                  |
| -       | Lipa drobnolistna (Tilia cordata)                  | Lubrza     | obr. ewid. Przełazy       | dz. nr 204/4   | 750 cm                | 15 m              | własność: Skarb Państwa we władaniu LUW. – rośnie na terenie Ośrodka Wypoczynkowego LUW.                                                                                   | Rozp. nr 29 Woj. Lub. z 19 maja 2006 r.                  |
| -       | Lipa drobnolistna (Tilia cordata)                  | Łagów      | obr. ewid. Łagów          | dz. nr 13      | 510 cm                | 25 m              | własność: osoba fizyczna, była osada leśna – rośnie przy ul. Chrobrego na skarpie.                                                                                         | Rozp. nr 39 Woj. Lub. z 19 maja 2006 r.                  |
| -       | 2x Lipa drobnolistna (Tilia cordata)               | Zbąszynek  | obr. ewid. Dąbrówka Wlkp. | dz. nr 193     | 330 i 350 cm          | po 25 m           | własność: Gmina Zbąszynek – rosną w parku przed frontem pałacu w Dąbrówce Wlkp.                                                                                            | Rozp. nr 39 Woj. Lub. z 19 maja 2006 r.                  |
| -       | Lipa szerokolistna (Tilia platyphyllos)            | Zbąszynek  | obr. ewid. Kosieczyn      | dz. nr 651/4   | 350 cm                | 20 m              | własność: Poznańska Hodowla Roślin w Tulcach – rośnie w parku po prawej stronie za pałacykiem w Kosieczynie.                                                               | Rozp. nr 39 Woj. Lub. z 19 maja 2006 r.                  |
| -       | Lipa szerokolistna (Tilia platyphyllos)            | Zbąszynek  | obr. ewid. Kosieczyn      | dz. nr 651/4   | 350 cm                | 25 m              | własność: Poznańska Hodowla Roślin w Tulcach – rośnie w parku po prawej stronie za pałacykiem w Kosieczynie.                                                               | Rozp. nr 39 Woj. Lub. z 19 maja 2006 r.                  |
| -       | Miłorząb dwuklapowy (Ginkgo biloba)                | Świebodzin | obr. ewid. Świebodzin     | dz. nr 167/3   | 150 cm                | 22 m              | współwłasność osób fizycznych. Drzewo rośnie przy ul. Łąki Zamkowe 6, przy skrzyżowaniu ulic.                                                                              | Rozp. nr 51 Woj. Lub. z 19 maja 2006 r.                  |
| -       | Sosna zwyczajna (pinus silvestris)                 | Zbąszynek  | obr. ewid. Dąbrówka Wlkp. | dz. nr 322/1   | 292 cm                | 27 m              | własność: Skarb Państwa w zarządzie N-ctwa Trzciel, obr. leśny Trzciel, L-ctwo Czarny Dwór, oddz. 322 g.                                                                   | Rozp. nr 33 Woj. Lub. z 19 maja 2006 r.                  |
| -       | Świerk pospolity (Picea abies)                     | Łagów      | obr. ewid. Łagów          | dz. nr 130/5   | 267 cm                | 30 m              | własność: Gmina Łagów – rośnie na terenie parku przy zamku. | Rozp. nr 31 Woj. Lub. z 19 maja 2006 r.                  |
| -       | Świerk pospolity (Picea abies)                     | Łagów      | obr. ewid. Łagów          | dz. nr 130/5   | 260 cm                | 30 m              | własność: Gmina Łagów – rośnie na terenie parku przy zamku. | Rozp. nr 31 Woj. Lub. z 19 maja 2006 r.                  |
| -       | Tulipanowiec amerykański (Liriodendron tulipifera) | Łagów      | obr. ewid. Łagów          | dz. nr 13/9    | 340 cm                | 23 m              | własność: Skarb Państwa w zarządzie N-ctwa Świebodzin, obr. leśny Łagów, L-ctwo Dolina, oddz. 13 n – na terenie Ośrodka Wypoczynkowego „Leśnik”.                           | Rozp. nr 46 Woj. Lub. z 19 maja 2006 r.                  |
| -       | Tulipanowiec amerykański (Liriodendron tulipifera) | Łagów      | obr. ewid. Łagów          | dz. nr 13/2L   | 340 cm                | 23 m              | Rośnie na gruntach Skarbu Państwa w zarządzie N-ctwa Świebodzin, obr. leśny Łagów, L-ctwo Dolina, oddz. 13 n – na terenie Ośrodka Wyp. „Leśnik”.                           | Rozp. nr 47 Woj. Lub. z 19 maja 2006 r.                  |
| -       | Tulipanowiec amerykański (Liriodendron tulipifera) | Łagów      | obr. ewid. Łagów          | dz. nr 13/2L   | 340 cm                | 23 m              | rośnie na gruntach Skarbu Państwa w zarządzie N-ctwa Świebodzin, obr. leśny Łagów, L-ctwo Dolina, oddz. 13 n. – na terenie Ośrodka Wypoczynkowego „Leśnik”.                | Rozp. nr 14 Woj. Lub. z 28 lutego 2006 r.                |
| -       | 2x Wiąz szypułkowy (Ulmus laevis)                  | Zbąszynek  | obr. ewid. Dąbrówka Wlkp. | dz. nr 193     | 390cm i 520 cm        | 23 i 20 m         | własność: Gmina Zbąszynek – rosną w parku, w Dąbrówce Wlkp. przy prawym tylnym narożniku pałacu oraz przy ogrodzeniu po lewej stronie pałacu.                              | Rozp. nr 39 Woj. Lub. z 19 maja 2006 r.                  |
| ------- | -------------------------------------------------- | ---------- | ------------------------- | -------------- | --------------------- | ----------------- | --- | -------------------------------------------------------- |